# 小野貞樹
小野 貞樹（おの の さだき）は、平安時代初期から前期にかけての貴族・歌人。官位は従五位上・肥後守。

## 出自
一説では長屋王の玄孫に当たる石見王の子とされ、石見王の従五位下への叙爵時期（天長元年〔824年〕）を勘案しても年代的に矛盾はない。しかし、石見王の子と仮定しても、長屋王の後裔はほとんどが高階真人姓を称している中で、貞樹のみ小野朝臣姓を称した理由の説明は付かず、出自ははっきりしない。

## 経歴
嘉祥2年（849年）皇太子・道康親王の春宮少進に任ぜられる。翌嘉祥3年（850年）の道康親王の即位（文徳天皇）に伴って従五位下に叙爵し、同年刑部少輔に任ぜられる。
嘉祥4年（851年）甲斐守に転じると、その後天安元年（857年）大宰少弐、貞観2年（860年）肥後守と、専ら地方官を歴任した。この間の斉衡2年（855年）に従五位上に昇叙されている。
勅撰歌人として、『古今和歌集』に2首の和歌作品が採録されている。このうち1首は小野小町とやりとりした贈答歌であり、貞樹を小野小町の夫と想定する意見もある。

## 官歴
注記のないものは『六国史』による。
- 時期不詳：正六位上
- 嘉祥2年（849年） 閏12月9日：春宮少進[6]
- 嘉祥3年（850年） 4月17日：従五位下（文徳天皇即位[6]）。8月5日：刑部少輔
- 嘉祥4年（851年） 正月11日：甲斐守
- 仁寿3年（853年） 10月16日：甲斐守（再任）
- 斉衡2年（855年） 正月7日：従五位上
- 天安元年（857年） 正月14日：大宰少弐
- 貞観2年（860年） 正月16日：肥後守